# Koriakski
Le Koriakski, appelé également la Koriaka , Koriakskaïa sopka, Strelochnaïa sopka ou encore Strelochnaïa, en russe Корякская сопка, est un volcan actif de Russie situé dans le sud de la péninsule du Kamtchatka, dans le kraï de même nom.

## Géographie

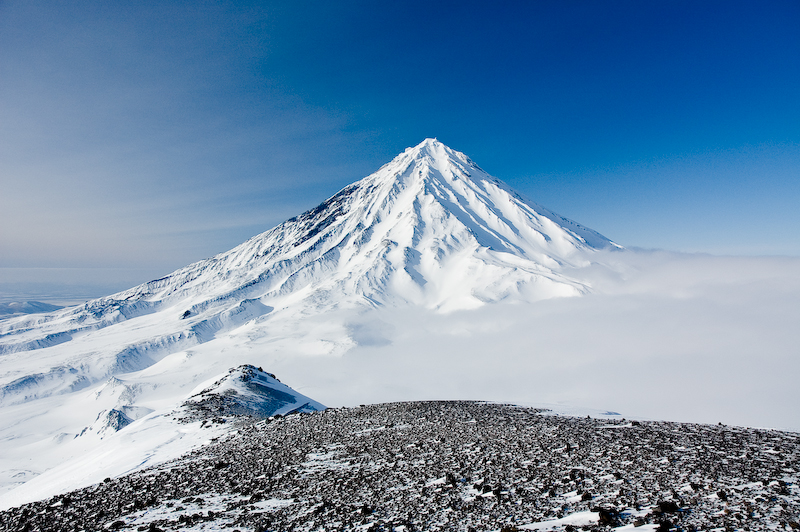
Le Koriakski vu depuis le sommet de l'Avatchinski situé au sud-est.

Le Koriakski est situé en Russie, dans le sud des kraï et péninsule du Kamtchatka, entouré par le volcan Avatchinski au sud-est et par la ville de Petropavlovsk-Kamtchatski au sud.
Le Koriakski culmine à 3 456 mètres d'altitude ce qui en fait le sommet le plus élevé du groupe volcanique Avatchinskaïa. Il a la forme d'un cône aux pentes régulières, mais entaillées par l'érosion en formant quelques petites vallées abruptes, notamment sur son flanc sud.
La montagne est un stratovolcan faisant partie de la ceinture de feu du Pacifique ; ses éruptions explosives le rangent dans la catégorie des volcans gris. Ses éruptions produisent des dômes de lave, des panaches volcaniques, des nuées ardentes, de petites coulées de lave et des lahars,.

## Histoire
Seulement quatre éruptions se sont produites sur le Koriakski depuis 1890. La plus puissante avec un indice d'explosivité volcanique de 3 s'est déroulée de décembre 1956 à juin 1957 au sommet et sur la partie supérieure du flanc nord-ouest. Des explosions ont engendré des nuées ardentes et des lahars qui n'ont fait ni dégâts, ni victimes.
Hormis ces quatre éruptions récentes, d'autres se sont produites en 1550 av. J.-C., 1950 av. J.-C. et 5050 av. J.-C. mais aucune n'a eu de caractère cataclysmique au point de modifier profondément la topographie du volcan par exemple.
Aucune éruption n'a entraîné de lourds dégâts matériels ou des victimes humaines mais la proximité des volcans Avatchinski et Koriakski avec la ville de Petropavlovsk-Kamtchatski, plus grande ville et capitale du kraï du Kamtchatka, et la nature de leurs éruptions explosives ont décidé les volcanologues à les inclure tous les deux dans la liste des volcans de la décennie.

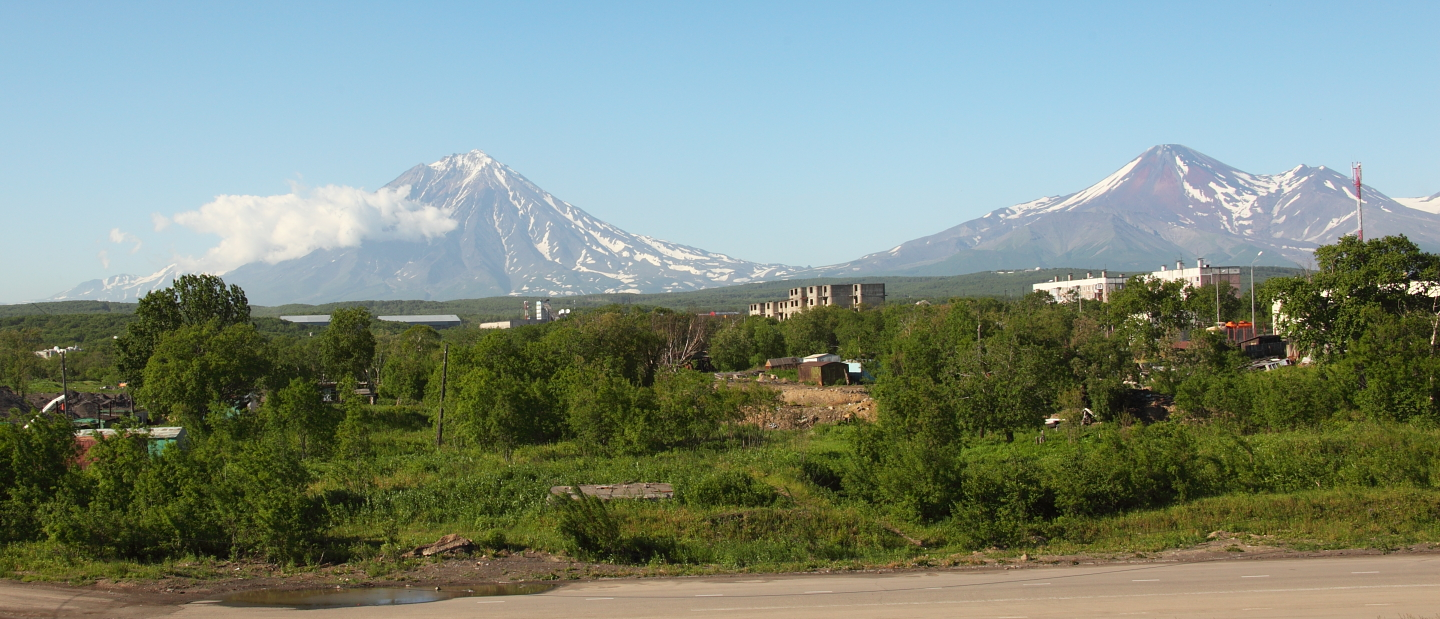
Le Koriakski (à gauche) et l'Avatchinski (à droite) vus depuis Petropavlovsk-Kamtchatski au sud-ouest.